# Agustín Millán
Agustín Milián Gracía, más conocido como Agustín Milián, (28 de agosto de 1958) fue un jugador de balonmano español. Fue un componente de la Selección de balonmano de España.
Con la selección disputó dos juegos olímpicos, los Juegos Olímpicos de Moscú 1980 y los Juegos Olímpicos de Los Ángeles 1984.